# Splash Waterfalls
«Splash Waterfalls» — другий сингл репера Лудакріса із альбому Chicken-n-Beer, випущений 17 лютого 2004 року. Відео описує кохання поміж двома людьми. Крім того у пісні, приводяться інші інтимні почуття та думки. Відео нагадує сингл Лудакріса під назвою «What's Your Fantasy».

## Ремікс
Офіційний ремікс містив семпл пісні Tony! Toni! Toné! «Whatever You Want».

## Чарти
| Чарт (2004)                             | Найвища позиція |
| --------------------------------------- | --------------- |
| США (Billboard Hot 100)                 | 6               |
| США (Hot R&B/Hip-Hop Songs) (Billboard) | 2               |
| США (Rap Songs) (Billboard)             | 3               |
| США (Rhythmic) (Billboard)              | 5               |

## Композитори
- Guy, M.
- Mizell, L.
- Bridges, C